# Mitchell Emery
Mitchell Emery (Sydney, 1990. szeptember 27. –) ausztrál válogatott vízilabdázó, az Drummoyne Devils Water Polo Club játékosa.

## Nemzetközi eredményei
- Világbajnoki 8. hely (Barcelona, 2013)
- Világliga 4. hely (Dubaj, 2014)
- Világliga 5. hely (Bergamo, 2015)
- Világbajnoki 8. hely (Kazany, 2015)
- Világliga 5. hely (Huizhou, 2016)
- Olimpiai 9. hely (Rio de Janeiro, 2016)